# 3de Oscaruitreiking
De 3de Oscaruitreiking, waarbij prijzen werden uitgereikt aan de beste prestaties in films uitgebracht tussen 1 augustus 1929 en 31 juli 1930, vond plaats op 5 november 1930 in het Ambassador Hotel in Los Angeles. De ceremonie werd gepresenteerd door Conrad Nagel.
De grote winnaar van de avond was All Quiet on the Western Front, met in totaal vier nominaties en twee Oscars.

## Winnaars en genomineerden

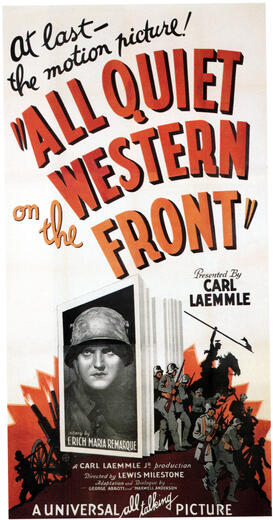
Poster All Quiet on the Western Front, beste film

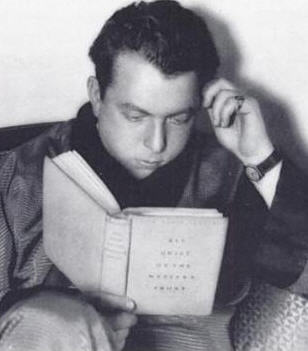
Lewis Milestone, beste regisseur

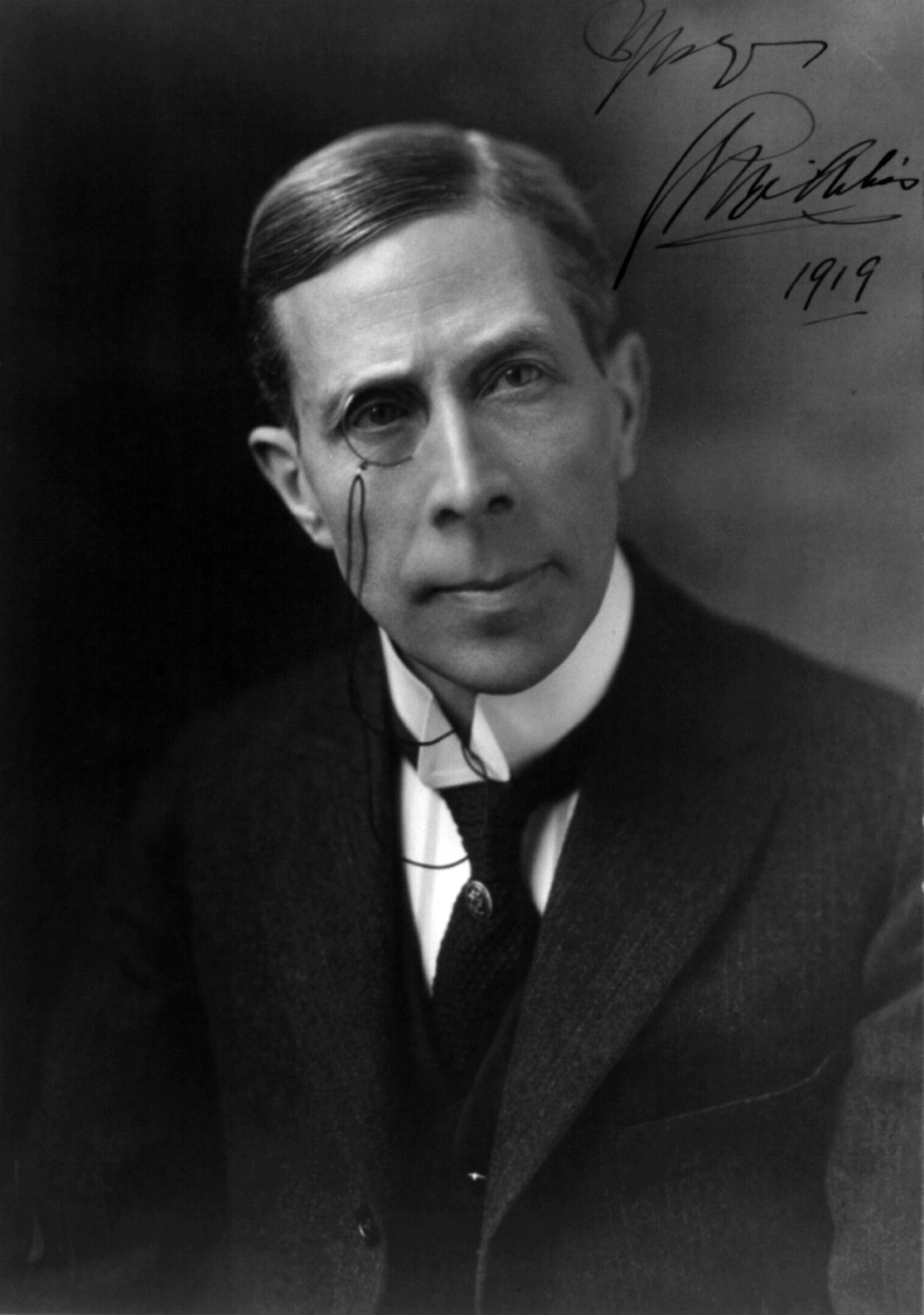
George Arliss, beste acteur

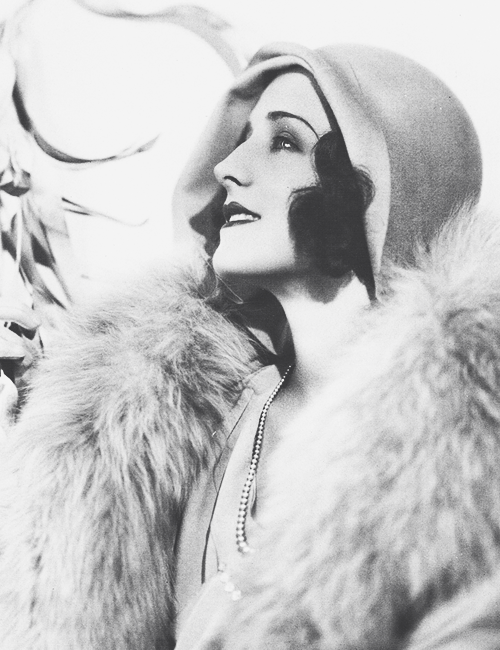
Norma Shearer, beste actrice

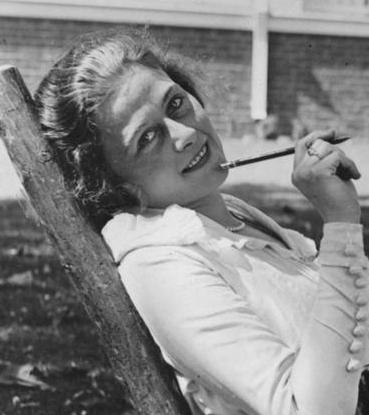
Frances Marion, beste scenario

De winnaars staan bovenaan in vet lettertype.

#### Beste film
- All Quiet on the Western Front - Universal
  - The Big House - Cosmopolitan
  - Disraeli - Warner Bros.
  - The Divorcee - Metro-Goldwyn-Mayer
  - The Love Parade - Paramount Famous Lasky

#### Beste regisseur
- Lewis Milestone - All Quiet on the Western Front
  - Clarence Brown - Anna Christie
  - Clarence Brown - Romance
  - Robert Leonard - The Divorcee
  - Ernst Lubitsch - The Love Parade
  - King Vidor - Hallelujah

#### Beste acteur
- George Arliss - Disraeli
  - George Arliss - The Green Goddess
  - Wallace Beery - The Big House
  - Maurice Chevalier - The Big Pond
  - Maurice Chevalier - The Love Parade
  - Ronald Colman - Bulldog Drummond
  - Ronald Colman - Condemned
  - Lawrence Tibbett - The Rogue Song

#### Beste actrice
- Norma Shearer - The Divorcee
  - Nancy Carroll - The Devil's Holiday
  - Ruth Chatterton - Sarah and Son
  - Greta Garbo - Anna Christie
  - Greta Garbo - Romance
  - Norma Shearer - Their Own Desire
  - Gloria Swanson - The Trespasser

#### Beste scenario
- The Big House - Frances Marion
  - All Quiet on the Western Front - George Abbott, Maxwell Anderson en Del Andrews
  - Disraeli - Julien Josephson
  - The Divorcee - John Meehan
  - Street of Chance - Howard Estabrook

#### Beste camerawerk
- With Byrd at the South Pole - Joseph T. Rucker en Willard Van der Veer
  - All Quiet on the Western Front - Arthur Edeson
  - Anna Christie - William Daniels
  - Hell's Angels - Gaetano Gaudio en Harry Perry
  - The Love Parade - Victor Milner

#### Beste artdirection
- King of Jazz - Herman Rosse
  - Bulldog Drummond - William Cameron Menzies
  - The Love Parade - Hans Dreier
  - Sally - Jack Okey
  - The Vagabond King - Hans Dreier

#### Beste geluid
- The Big House - Douglas Shearer
  - The Case of Sergeant Grischa - John Tribby
  - The Love Parade - Franklin Hansen
  - Raffles - Oscar Lagerstrom
  - Song of the Flame - George Groves

## Films met meerdere nominaties
De volgende films ontvingen meerdere nominaties:
| Nominaties | Film                           | Awards |
| ---------- | ------------------------------ | ------ |
| 6          | The Love Parade                |        |
| 4          | All Quiet on the Western Front | 2      |
| 4          | The Big House                  | 2      |
| 4          | The Divorcee                   | 1      |
| 3          | Anna Christie                  |        |
| 3          | Disraeli                       | 1      |
| 2          | Bulldog Drummond               |        |
| 2          | Romance                        |        |